# Бела църква (дем Кукуш)
Вижте пояснителната страница за други значения на Бела църква.
Бела църква, още Бельово или Ахчакклисе (на гръцки: Κολχίδα, Колхида, катаревуса Κολχίς, Колхис, до 1927 година Ακτσέ Κλισέ или Ακτσέ Κλισσέ, Акце Клисе), е село в Егейска Македония, Гърция, дем Кукуш, област Централна Македония.

## География
Селото е разположено на 170 m надморска височина на 6 km южно от Кукуш (Килкис).

## История
На едноименния хълм Бела църква край Бела църква е разположен средновековният религиозен комплекс „Животворящ източник“.

### В Османската империя
В „Етнография на вилаетите Адрианопол, Монастир и Салоника“, издадена в Константинопол в 1878 година и отразяваща статистиката на населението от 1873 година, Белоцървени (Belotzerveni) е посочено като село в каза Аврет хисар с 25 къщи и 106 жители българи и 12 цигани. Според Васил Кънчов („Македония. Етнография и статистика“) в 1900 година Бѣла Църква (Алчакъ Клисе) има 24 жители българи и 12 цигани. Цялото село на практика е под върховенството на Българската екзархия. По данни на секретаря на Българската екзархия Димитър Мишев („La Macédoine et sa Population Chrétienne“) в 1905 година в Анчо клисе (Antcho-Kliss) има 104 българи екзархисти и 48 власи.

### В Гърция
След Междусъюзническата война Бела църква попада в Гърция. По време на войната селото е запалено от гръцката армия и цялото му население се спасява с бягство в Бълария. В преброяването от 1913 година се води напуснато селище. В селото са настанени 15 семейства гърци от Източна Тракия.
В 1923 - 1924 година в селото са заселени още гърци бежанци. В 1927 година селото е прекръстено на Колхис. В 1928 година Бела църква е представено като чисто бежанско село с 46 бежански семейства и 155 души.
Населението традиционно произвежда жито и тютюн, като се занимава и със скотовъдство.
| Година    | 1913 | 1920 | 1928 | 1940 | 1951 | 1961 | 1971 | 1981 | 1991 | 2001 | 2011 | 2021 |
| --------- | ---- | ---- | ---- | ---- | ---- | ---- | ---- | ---- | ---- | ---- | ---- | ---- |
| Население | 0    | 73   | 205  | 311  | 184  | 153  | 134  | 132  | 117  | 130  | 81   | 73   |